# Dimensionslose Größe
Eine dimensionslose Größe, auch Größe der Dimension Zahl oder Größe der Dimension Eins oder Größe mit der Einheit Eins, ist eine physikalische Größe, zu deren quantitativen Beschreibung man keine Einheit benötigt, die formal gesehen also die Dimension einer Zahl, beziehungsweise der Eins hat. Dimension ist hierbei im Sinne von Dimension (Größensystem) wie etwa „Länge“ zu verstehen, nicht im Sinne von Dimension (Mathematik) wie etwa in „dreidimensionaler Raum“. Dimensionslose Größen können beispielsweise Anzahlen, Winkel oder Quotienten zweier Größen gleicher Dimension (etwa der Reibungskoeffizient) sein.

## Beispiele
Beispiele für dimensionslose Größen sind:
- Anzahlen, auch wenn sie in einem Zählmaß wie beispielsweise Dutzend angegeben sind, mit Ausnahme von Stoffmengen, die ihre eigene Dimension haben.
- Kennzahlen der Dimension Zahl (auch als Kenngrößen bezeichnet) wie die Mach-Zahl oder Reynolds-Zahl
- Ebene Winkel und Raumwinkel (Angabe ohne Einheit oder mit den abgeleiteten SI-Einheiten mit besonderem Namen Radiant bzw. Steradiant)
- Quotienten aus zwei dimensionsgleichen Größen. Beispiele sind Permeabilitätszahl, Brechungsindex, Massenanteil, Wirkungsgrad. Diese Zahlen (vorzugsweise wenn kleiner als eins) werden auch in Hilfsmaßeinheiten wie Prozent, Promille, ppm angegeben
- Logarithmische Größenverhältnisse (mit Einheiten wie Bel, Neper, Phon), pH-Wert
- Quantenzahlen
- Wahrscheinlichkeiten

Eine dimensionslose Naturkonstante ist die Sommerfeldsche Feinstrukturkonstante, die sich aus elektrischer Elementarladung, Planckschem Wirkungsquantum und der Lichtgeschwindigkeit zusammensetzt. Ihr Wert beträgt etwa 1/137.
Auch bei der Verwendung natürlicher Einheiten in manchen Teilgebieten der theoretischen Physik ist es üblich, die betreffenden Größen formal als dimensionslose Größen zu behandeln.

## Theoretischer Hintergrund
Im internationalen Größensystem ISQ mit seinen sieben Basisgrößen und sieben Dimensionen mit den Dimensionszeichen {\displaystyle {\mathsf {T,L,M,I,\Theta ,N,J}}} hat jede Größe {\displaystyle Q} die Dimension
{\displaystyle \dim Q={\mathsf {T}}^{\alpha }\ {\mathsf {L}}^{\beta }\ {\mathsf {M}}^{\gamma }\ {\mathsf {I}}^{\delta }\ {\mathsf {\Theta }}^{\varepsilon }\ {\mathsf {N}}^{\zeta }\ {\mathsf {J}}^{\eta }\ .}
Bei einer dimensionslosen Größe ist jeder Dimensionsexponent null, also {\displaystyle \dim Q={\mathsf {1}}}. Ihr Wert wird durch eine Zahl angegeben.
Grundsätzlich hängt es von der für ein Größensystem gewählten Basis ab, welche abgeleiteten Größen welche Dimension haben, und somit auch, welche Größen (außer den Quotienten dimensionsgleicher Größen) dimensionslos sind. So sind im elektrostatischen und im gaußschen CGS-System die elektrische Kapazität und die Länge von gleicher Dimension. Jeder Quotient dieser Größen ist daher dimensionslos.
Eine große Rolle spielen dimensionslose Größen in der Ähnlichkeitstheorie, die unter anderem in der Strömungsmechanik angewendet wird: Das Buckinghamsche Π-Theorem als grundlegendes Theorem der Ähnlichkeitstheorie ermöglicht es, die Form physikalischer Gleichungen dimensionsbehafteter Größen mittels dimensionsloser Kennzahlen zu beschreiben. In der theoretischen Physik sind die dimensionslosen Kopplungskonstanten, die die relative Stärke der fundamentalen Wechselwirkungen angeben, von besonderer Bedeutung.

## Internationale Sprachregelung
Das Internationale Büro für Maß und Gewicht (BIPM) veröffentlichte 2024 als Ergebnis jahrelanger Entscheidungsfindung eine Regelung für „Größen die so definiert sind, dass alle Dimensionsexponenten null sind“:
- Solche Größen „sind einfach Zahlen“. Die zugehörige Einheit ist die „Eins“ („1“).
- Hierzu gehören
  - Quotienten aus Größen gleicher Dimension (Beispiel: Brechungsindex),
  - Anzahlen (Beispiel: Anzahl der Zellen in den Biologie),
  - aus historischen Gründen und per Konvention auch: ebener Winkel und Raumwinkel. Aus Gründen der Klarheit kann hier die Einheit Radiant bzw. Steradiant hinzugefügt werden.
- Die Einheit „Eins“ ist das neutrale Element jedes Einheitensystems, muss daher nicht explizit eingeführt werden.

Diese Veröffentlichung verwendet konsequent die Bezeichnung „Größen mit der Einheit Eins“ (quantities with the unit one). Begriffe wie „dimensionslos“, „Dimension Eins“ oder „Dimension Zahl“ kommen darin nicht vor.

## Benennung nach DIN
Nach DIN 5485 Benennungsgrundsätze für physikalische Größen; Wortzusammensetzungen mit Eigenschafts- und Grundwörtern, die Regeln zur Neubenennung von physikalischen Größen enthält, für die noch kein Name vorliegt, sind folgende Wortbestandteile vorgesehen:
- -anteil
- -beiwert
- -faktor
- -grad
- -quote
- -verhältnis
- -zahl

Historische Benennungen solcher Größen enthalten auch die Endungen ‑modul oder ‑index.
An der Endung ‑koeffizient ist die Dimension nicht zu erkennen. So ist der Reibungskoeffizient dimensionslos, aber der Wärmeausdehnungskoeffizient hat die Dimension „pro Temperatur“.